# Siegfried von Haugk
Feodor Siegfried von Haugk (* 28. März 1886 in Großenhain; † 4. Mai 1955) war ein deutscher Reiter. Er stieg in seiner militärischen Laufbahn bis zum Oberst auf und war Kommandeur der Reit- und Fahrschule Oschatz.

## Leben und Wirken
Von Haugk war Sohn des sächsischen Generalleutnants Philipp von Haugk, welcher 1915 in russischer Kriegsgefangenschaft starb, und dessen Ehefrau Charlotte von Tietzen-Hennig. Er hatte zwei Schwestern und einen Bruder, Fritz. Er heiratete am 9. Juni 1922 Sigrid von Alten, Tochter des Gutsbesitzer Georg von Alten und dessen Ehefrau Hertha von Brünneck.
Von Haugk trat in die Kavallerietruppe der sächsischen Armee ein und wurde am 21. Juli 1905 die Beförderung zum Leutnant im Ulanen-Regiment „Kaiser Franz Josef von Österreich, König von Ungarn“ (1. Königlich Sächsisches) Nr. 17 befördert. Er wurde am 11. Juli 1913 zum Oberleutnant befördert. Nach Ausbruch des Ersten Weltkrieges beteiligte er sich auch am Kampfgeschehen und erreichte im Konflikt den Rang eines Rittmeisters. Er wurde innerhalb des Krieges vom sächsischen König persönlich mit dem St. Heinrich-Orden ausgezeichnet.
Nachdem er in die neugegründete Reichswehr übernommen wurde, zählte er in der Weimarer Republik zu den ersten Stammoffizieren der Kavallerieschule Hannover. Am 1. Februar 1928 wurde er zum Major im 10. (Preußischen) Reiter-Regiment befördert. Er wurde für die Olympia 1928 als Ersatzreiter nominiert. Er formulierte als erster die Ausbildungsskala des Pferdes. In seinem Buch Die Ausbildung der Rekruten im Reiten definiert er die Reihenfolge, hier Ziele der Dressur genannt, im Anhang für Reitlehrer S. 104ff. entsprechend der heutigen Ausbildungsskala. Nachfolgend schied er aus der Reichswehr aus. 1935 wurde er als reaktivierter Offizier in die Wehrmacht Kommandeur der Wehrkreis Remonteschule Oschatz. Er führte so 1938 den Rang eines Oberstleutnant (E). Bis 1942 wurde er zum Oberst befördert. Nach dem Zweiten Weltkrieg lebte er in Hannover und verfasste weitere Bücher zum Thema Reiten und Reitausbildung.

## Schriften (Auswahl)
- Die Ausbildung der Rekruten im Reiten nach der Reitvorschrift 1926. Berlin 1927.
- Die Ausbildung der Rekruten im Reiten. 3, völlig neubearbeitete Auflage, Berlin 1939.
- Die Bearbeitung junger Pferde mit der Trense. Frankfurt am Main 1944.
- Das Reiter-A-B-C. Hannover 1949.
- Goed paardrijden. Amsterdam 1965.
- Das Reiter-ABC. 7., verb. Aufl. Hannover 1977.